# Adresse électronique
Ne doit pas être confondu avec Adresse web.
Une adresse électronique, adresse courriel ou adresse e-mail, de l'anglais /ˈiːmeɪl/ , est une chaîne de caractères permettant d'acheminer du courrier électronique dans une boîte aux lettres électronique. Elle se distingue notamment par son arobase.

## Histoire
Le courrier électronique s'est développé dans un contexte où seuls les caractères latins non accentués bénéficiaient d'une standardisation numérique universellement reconnue.
En février 2012, cette limitation fut révisée par la RFC 6530.

## Format

### Généralités
Les adresses de courrier électronique utilisées sur Internet sont codées dans un nombre très limité de caractères, sous-ensemble de l'ASCII. Un codage spécial appelé UTF-7, surtout utilisé en Asie, permet néanmoins de représenter tous les caractères Unicode en utilisant uniquement les caractères autorisés.
Elles sont constituées des trois éléments suivants, dans cet ordre :
- une partie locale, identifiant généralement une personne (lucas, Jean.Dupont, joe123) ou un nom de service (info, vente, postmaster) ;
- le caractère séparateur @ (arobase), signifiant at (« à » ou « chez ») en anglais ;
- l'adresse du serveur, généralement un nom de domaine identifiant l'organisme (entreprise, association, mairie, université, voire individu) hébergeant la boîte électronique (exemple.net, exemple.com, exemple.org).

Le nom de domaine sert à identifier le serveur de messagerie auquel doit être acheminé un message via le protocole Simple Mail Transfer Protocol (SMTP). La transformation du nom de domaine en adresse IP se fait grâce au système de résolution de noms DNS.
La partie locale est quant à elle spécifique à ce serveur et identifie la boîte en tant que telle. Comme deux personnes peuvent avoir le même nom et habiter dans la même rue mais dans des villes différentes, la même partie locale peut exister sur deux serveurs différents, mais identifier des adresses totalement différentes telles que joe25317@example.com et joe25317@example.net. L'interprétation de cet identificateur est faite librement par le serveur. Par exemple, c'est le serveur qui décide s'il distingue les majuscules des minuscules. Le signe point « . » n'a pas de signification particulière mais possède des contraintes supplémentaires (pas au début, ni à la fin, ni répété successivement).
Des liens vers des adresses électroniques peuvent être insérés dans des pages web grâce au protocole mailto des URL.
Pour préciser le destinataire, on indiquera le nom du destinataire suivi de l'adresse électronique entourée par des chevrons.
Exemple : Marc Dupont <md118@example.com>
Plusieurs adresses électroniques peuvent être placées sur une même ligne et séparées par des points-virgules.
Exemple : Marc Dupont <md118@example.com>; hddp@example.net; Pete <Pete@example.org>
Un alias est un système qui permet de rediriger les courriers électroniques envoyés à une adresse électronique (l'alias, qui est public) vers une autre adresse préexistante (cachée).

### Syntaxe exacte
La RFC 3696 (et ses errata) résume la syntaxe des adresses électroniques et est basé sur les RFC 2821 et RFC 2822. De nombreuses applications ne supportent pas l'ensemble des adresses valides (par exemple, en refusant l'utilisation d'une apostrophe) ou acceptent des adresses non valides. Seuls les lettres sans accent, les chiffres et le point sont très communs.
Toutefois le paragraphe 5 de cette RFC 3696 prévoit que les systèmes devraient accepter les accents dans les noms de domaines internationalisés (nom de domaines avec des diacritiques ou dans d'autres systèmes d'écriture que l'alphabet latin). À titre d'exemple, il est maintenant possible d'enregistrer des domaines tels que voilà.fr depuis mai 2012 pour le domaine de premier niveau .fr et plusieurs autres.
Exemples d'adresses valides :
- Abc@example.com
- Abc@10.42.0.1
- Abc.123@example.com
- user+mailbox/department=shipping@example.com
- !#$%&'*+-/=?^_`.{|}~@example.com
- "Abc@def"@example.com
- "Fred Bloggs"@example.com
- "Joe.\\Blow"@example.com
- Loïc.Accentué@voilà.fr[9]

Exemples d'adresses non valides :
- Abc.example.com
  - Le caractère @ manque.
- @monnomdedomaine.de
  - il manque la partie locale identifiant généralement une personne
- @.
  - il manque la partie locale et le nom de domaine.
- Abc.@example.com
  - Le caractère . est situé juste avant le caractère @ .
- Abc..123@example.com
  - Le caractère . apparaît deux fois de suite.

## Internationalisation
L'IETF a mis sur pied un groupe de travail voué aux problèmes d'internationalisation des adresses électroniques, dénommée Email Address Internationalization (EAI).
Le groupe a publié RFC 6530 Overview and Framework for Internationalized Email, qui permet aux caractères non-ASCII d'être utilisés à la fois dans la partie locale et la partie globale du domaine d'une adresse électronique.
L'EAI permet aux utilisateurs d'avoir des adresses localisées dans leur système d'écriture natif ainsi qu'une forme ASCII pour communiquer avec des systèmes hérités ou un usage dépendant du système d'écriture. Les applications qui reconnaissent les noms de domaines et les adresses électroniques internationalisés doivent avoir les moyens de convertir ces deux types de représentations.
En 2011, en plus du domaine de premier niveau national .in, le gouvernement de l'Inde a reçu l'accord pour .bharat, (de Bhārat Gaṇarājya), écrit en sept systèmes d'écritures brahmiques, pour l'usage des locuteurs du gujarati, marathi, bengali, tamoul, télougou, pendjabi et de l'ourdou. L'entreprise indienne XgenPlus.com déclare être le premier fournisseur de courrier électronique respectant les recommandations de l'EAI et le gouvernement du Rajasthan un compte de messagerie gratuit en राजस्थान.भारत à tous les citoyens de l'État.

### Exemples d'internationalisation
Les adresses en exemple ci-dessous ne seraient pas traitées par les serveurs basés sur la RFC 5322, mais elles sont permises par la RFC 6530. Les serveurs la respectant peuvent traiter les adresses suivantes :
- Alphabet latin avec diacritiques : pelé@exemple.com
- Alphabet grec : δοκιμή@παράδειγμα.δοκιμή
- Caractères chinois traditionnels : 我買@屋企.香港
- Caractères japonais : 二ノ宮@黒川.日本
- Alphabet cyrillique : медведь@с-балалайкой.рф
- Devanagari : संपर्क@डाटामेल.भारत

## Symbole et abréviation
En France, Mél. est le symbole de « messagerie électronique » qui peut figurer devant l'adresse électronique sur un document (papier à lettres ou carte de visite, par exemple), tout comme Tél. devant le numéro de téléphone. Le document précise cependant qu'il « ne doit pas être employé comme substantif ». 
Les équivalents officiels s'employant substantivement sont courrier électronique, courriel et messagerie électronique.
Il est à noter que les termes et expressions publiés au Journal officiel doivent obligatoirement être utilisés à la place des termes et expressions équivalents en langues étrangères par les agents des services publics en France, conformément au décret no  96-602 du 3 juillet 1996 relatif à l'enrichissement de la langue française.
Toutefois, plusieurs critiques de la contraction Mél. ont été formulées. Le linguiste Robert Chaudenson et le typographe Jean-Pierre Lacroux pointent la confusion entre abréviation et acronymie dont elle procède : l'abréviation de « messagerie électronique » devrait s'écrire « M. él. », avec un point abréviatif pour chacun des deux mots, et l'acronyme « mel » sans point abréviatif ; l'écriture « Mél. » supposerait en réalité l'abréviation d'un mot commençant par mél-. Jean-Pierre Lacroux souligne en outre la rareté des abréviations obligatoires en français, et la confusion entre abréviation et lexique que risquerait d'entrainer la normalisation des abréviations.

## Déguisement contre les pourriels
Pour éviter que leur adresse puisse être reconnue par un robot d'indexation collectant des adresses à des fins de spam, certaines personnes déguisent leur adresse lorsqu'elles la donnent dans une page web ou dans un message sur Usenet, par exemple :
- joe25317@NOSPAMexample.com lorsqu'il faut que l'adresse conserve un format d'adresse valide ;
- joe25317 at exemple dot com lorsqu'il suffit que l'adresse soit reconnaissable par un humain.